# 플래시포인트 (드라마)
플래시포인트(Flashpoint)는 CTV에서 2008년 6월 11일부터 2012년 12월 13일까지 방영된 드라마이다.

## 출연
- 엔리코 콜런토니 - 그레고리 "그레그" 파커 (Gregory "Greg" Parker)
- 휴 딜런 - 에드워드 "에드" 레인 (Edward "Ed" Lane)
- 에이미 조 존슨 - 줄리애나 "줄스" 캘러헌 (Julianna "Jules" Callaghan)
- 데이비드 팻코 - 새뮤얼 "샘" 브래덕 (Samuel "Sam" Braddock)
- 세르조 디 지오 - 미켈란젤로 "스파이크" 스칼라티 (Michelangelo "Spike" Scarlatti)
- 마이클 크램 - 케빈 "워디" 제임스 워즈워스 (Kevin "Wordy" James Wordsworth)
- 마크 테일러 - 루이스 "루" 영 (Lewis "Lou" Young)
- 타티와나 존스 - 위니 캠든 (Winnie Camden)

## 같이 보기
- S.W.A.T. (1975년 드라마)